# تيم يونغ (مجدف)
تيم يونغ (بالإنجليزية: Tim Young) هو مجدف أمريكي، ولد في 9 أبريل 1969 في مورستاون ‏ في الولايات المتحدة.

## وصلات خارجية
- تيم يونغ على موقع الاتحاد الدولي للتجديف (الإنجليزية)
- تيم يونغ على موقع اللجنة الأولمبية الدولية (الإنجليزية)
- تيم يونغ على موقع أوليمبيديا (الإنجليزية)